# Іюльське сільське поселення
Ію́льське сільське поселення — муніципальне утворення в складі Воткінського району Удмуртії, Росія. Адміністративний центр — село Іюльське.
Населення становить 3260 осіб (2019, 2772 у 2010, 2517 у 2002).

## Склад
До складу поселення входять такі населені пункти:
| Населений пункт         | Населення, осіб (2002) | Населення, осіб (2010) |
| ----------------------- | ---------------------- | ---------------------- |
| Гольянський, починок    | 141                    | 99                     |
| Дома 58 км, починок     | 2                      | 3                      |
| Дома 62 км, без статусу | 0                      | -                      |
| Захарово, присілок      | 7                      | 12                     |
| Іюль, селище            | 34                     | -                      |
| Іюльське, село          | 1913                   | 2266                   |
| Молчани, присілок       | 328                    | 317                    |
| Фомино, присілок        | 92                     | 75                     |

## Господарство
В поселенні діють школа з центром дитячої творчості, садочок, школа мистецтв, 2 клуби, 2 бібліотеки, лікарня, 2 фельдшерсько-акушерські пункти. Серед підприємств працюють ФГУП УОХ «Іюльське» ІжГСХУ, НГДУ «Гремиха» Ват «Удмуртнафта», ТОВ Деревообробний комбінат «Іюльське», ТОВ «Агропроменерго», ТОВ «Ілана», ТОВ Торговий дім «БІКО», ГУП ДУ «Удмуртавтодор», філіал Воткінської райспоживспілки.